# Nicolae Brâncoveanu
Nicolae Brâncoveanu a fost al doilea fiu al lui Constantin III Brâncoveanu. El s-a căsătorit de trei ori: prima dată cu Maria Văcărescu cu care a avut un copil mort tânăr, apoi cu fiica lui Radu Fălcoianu și ultima dată cu Elenca Moruzzi.